# Boehringer Ingelheim
Boehringer Ingelheim — семейная фармацевтическая компания, основанная Альбертом Бёрингером в 1885 году. Штаб-квартира находится в городе Ингельхайм (Бингер штрассе 173, 55216, Ингельхайм-на-Рейне, Германия). «Бёрингер Ингельхайм» входит в топ-20 ведущих мировых фармацевтических компаний. Более 47 400 сотрудников работают в 142 представительствах компании, расположенных по всему миру. В России официальное представительство «Бёрингер Ингельхайм» было открыто в 1992 году в Москве.
Основное направление работы — выпуск лекарственных препаратов для лечения респираторных, сердечно-сосудистых и онкологических заболеваний, болезни Паркинсона, ВИЧ, тромбоэмболий, цереброваскулярной болезни, сахарного диабета и гепатита. С момента своего основания «Бёрингер Ингельхайм» занимается разработкой, исследованием и производством инновационных лекарственных препаратов для людей и животных. Компания является действительным членом Европейской федерации фармацевтической промышленности и ассоциаций (EFPIA).
Основным элементом фирменного логотипа «Бёрингер Ингельхайм» является стилизованное изображение центральной секции императорского дворца Карла Великого.

## История
Семья Бёрингер занималась торговлей химикалиями с 1817 года. В 1885 году Альберт Бёрингер приобрёл небольшую фабрику по производству солей винной кислоты в городе Ингельхайм-ам-Райн, с чего и началась история компании Boehringer Ingelheim. С 1886 года фабрика начала производство винной кислоты улучшенного качества для использования в пищевой промышленности (в составе пекарного порошка и производства газированных напитков). Первоначально компания называлась Albert Boehringer, Chemische Fabrik, но в 1893 году Альберт Бёрингер переименовал компанию в честь своего отца Кристофа Генриха Бёрингера, новое название компании — C. H. Boehringer Sohn (CHBS). В начале 1890-х годов в ходе экспериментов с лимонной кислотой была получена молочная кислота; компания наладила производство молочной кислоты в промышленных объёмах, в 1905 году для её изготовления была построена новая фабрика. В начале 1900-х годов ассортимент продукции пополнился соединениями для фармацевтической промышленности: морфином, кодеином и атропином. Первый собственный препарат, обезболивающее Лауданон, продажи которого начались в 1915 году, оказался неудачным, но подразделение фармацевтики продолжало развиваться. В 1917 году профессор химии Генрих Виланд, будущий лауреат Нобелевской премии и двоюродный брат Альберта Бёрингера, создал в компании научно-исследовательский отдел. Первым успешным лекарством стал аналептик на основе лобелина. По результатам Первой мировой войны город Ингельхайм отошёл ко Франции, штаб-квартира компании временно была перенесена в Гамбург, там же была построена новая фабрика. В 1927 году была куплена компания Dr. Karl Thomae GmbH, базирующаяся в городке Винненден недалеко от Штутгарта, основной её продукцией были опиаты. В 1941 году начался выпуск препарата Алудрин против бронхиальной астмы, который пользовался большим успехом; в следующем году компания освоила производство синтетического кофеина.
Предприятия компании не пострадали во время Второй мировой войны, и в послевоенные годы начался быстрый рост фармацевтического подразделения, в частности благодаря сотрудничеству с Pfizer. В 1950-х годах была создана дочерняя компания в Австрии Bender & Co., за ней последовали филиалы в других странах Европы, в частности в Испании были построены лаборатория и фабрика. В 1960-х и 1970-х годах были созданы филиалы в ряде стран Латинской Америки, Азии, Африки, а также в Австралии и Новой Зеландии. Дочерняя компания в США Boehringer Ingelheim Pharmaceuticals, Inc. была создана в 1970 году, в Канаде — в 1973 году. В 1955 году в компании было создано подразделение по производству ветеринарных препаратов.
В 1985 году в Вене был основан Институт молекулярной патологии (ИМП), открытие которого состоялось в 1988 году. В1986 году исследовательский центр в Биберахе начал выпуск биотехнологических средств из клеточных структур.
В 1998 году Boehringer Ingelheim KG и Dr. Karl Thomae GmbH были объединены в группу Boehringer Ingelheim Pharma KG. В 1999 году была куплена компания Ben Venue Laboratories, базирующаяся в Бедфорде, штат Огайо.
В 2016 году Boehringer Ingelheim обменяла своё подразделение безрецептурных препаратов на подразделение ветеринарной продукции Sanofi.
В сентябре 2018 года компания приобрела австрийского разработчика онколитических вирусов ViraTherapeutics.

## Совместные исследования
«Бёрингер Ингельхайм» принимает участие в совместных научно-исследовательских проектах с различными партнерами. Одним из таких примеров является программа InnoMed PredTox в области неклинической оценки безопасности. Компания расширяет свою деятельность, участвуя в совместных исследовательских проектах в рамках Инициативы по созданию инновационных препаратов Европейской федерации фармацевтической промышленности и ассоциаций (EFPIA) и Европейской Комиссии.
19 июля 2018 года «Бёрингер Ингельхайм» и Eli Lilly and Company предоставили данные совместных клинических исследований по оценке влияния и частоты осложнений, вызванных терапией сердечно-сосудистых заболеваний у пациентов с сахарным диабетом 2-го типа. Компании испытывали препарат linagliptin (линаглиптин). В исследовании участвовали 6979 взрослых пациентов с диабетом и высоким риском развития осложнений ССЗ, а линаглиптин использовался в сочетании со стандартной терапией. Полученные результаты КИ подтверждают безопасность линаглиптина у взрослых с диабетом и возможным проявлением ССЗ. Как было отмечено, эффективность лечения сравнивалась с эффектом плацебо.

## Деятельность
Группа Boehringer Ingelheim включает 180 компаний, головной компанией группы является C.H. Boehringer Sohn AG & Co. KG.
Научно-исследовательские лаборатории находятся в Германии, США, Австрии, Японии, Франции и Китае, Бельгии, Нидерландах и Швейцарии. Производственные мощности расположены в США, Мексике, Бразилии, Бельгии, Дании, Германии, Франции, Греции, Великобритании, Италии, Австрии, Испании, Китае, Индонезии, Японии и Новой Зеландии.
Выручка за 2021 год составила 20,6 млрд евро, из них 74 % пришлось на препараты для людей, 24 % — на ветеринарные препараты, 4 % — на контрактное производство биофармацевтических лекарств для других компаний. Географическое распределение выручки в 2021 году:
- Америка — 44 %,
- Европа — 32 %,
- Азия, Австралия, Африка — 24 %[1].

|                     | 2012  | 2013  | 2014  | 2015  | 2016  | 2017   | 2018  | 2019  | 2020  | 2021  |
| ------------------- | ----- | ----- | ----- | ----- | ----- | ------ | ----- | ----- | ----- | ----- |
| Оборот              | 14,69 | 14,07 | 13,32 | 14,80 | 15,85 | 18,06  | 17,50 | 19,00 | 19,57 | 20,62 |
| Чистая прибыль      | 1,237 | 1,324 | 1,046 | 1,576 | 1,849 | -0,229 | 2,075 | 2,721 | 3,062 | 3,406 |
| Активы              | 17,29 | 18,30 | 20,05 | 23,29 | 26,14 | 28,39  | 30,89 | 33,48 | 36,89 | 40,62 |
| Собственный капитал | 6,178 | 7,122 | 8,111 | 9,603 | 11,33 | 10,66  | 12,33 | 14,68 | 17,31 | 19,33 |

## Продукция, выпускаемая компанией

### Рецептурные препараты
- Aктилизе (алтеплаза)
- Атровент Н/Атровент (ипратропия бромид)
- Беродуал H/Беродуал (ипратропия бромид + фенотерол)
- Беротек H/Беротек (фенотерол)
- Вирамун (невирапин)
- Гиотриф (афатиниб)
- Глюренорм (гликвидон)
- Джардинс (эмпаглифлозин[англ.])
- Метализе (тенектеплаза)
- Микардис /Микардис Плюс (телмисартан / телмисартан, гидрохлоротиазид)
- Мирапекс (прамипексол)
- Мовалис (мелоксикам)
- Прадакса (дабигатрана этексилат)
- Спирива/Спирива Респимат (тиотропия бромид)
- Тражента (линаглиптин)
- Твинста (амлодипин+телмисартан)

### Ветеринарные препараты
- Ингельвак Ауески MLV (вакцина против болезни Ауески живая сухая из модифицированного вируса с растворителем)
- Ингельвак МикоФЛЕКС (вакцина для профилактики микоплазменной инфекции у свиней инактивированная)
- Ингельвак ЦиркоФЛЕКС (вакцина против цирковирусной инфекции свиней инактивированная)
- Ингельвак APPХ (вакцина против актинобациллезной плевропневмонии свиней инактивированная)
- Ингельвак HP-1(вакцина против гемофиллёзного полисерозита свиней (болезни Глессера) инактивированная)
- Метакам(Мелоксикам)
- Энтеризол Илеитис (вакцина для профилактики синдрома желудочно-кишечного расстройства у свиней, вызываемого бактерией Lawsonia intracellularis, живая сухая с разбавителем)
- Ветмедин (кардиологический препарат)